# Tamar Alexander-Frizer
Tamar Alexander (Jerusalén, 17 de octubre de 1945 – 29 de marzo de 2023) fue una catedrática en el Departamento de Literatura Hebrea de la Universidad Ben-Gurion del Negev, investigadora de literatura popular, folclore y cultura de los judíos españoles hablantes de ladino y presidenta de la Autoridad Nacional para la Cultura Ladina.

## Biografía
Tamar Fraser nació en Jerusalén. Su padre había nacido en Irkutsk en Siberia, Rusia. Su madre era miembro de una familia que había vivido en Jerusalén durante varias generaciones y sus orígenes estaban en Bulgaria y en el Marruecos español.
Alexander asistió a la escuela secundaria cerca de la universidad y fue miembro del movimiento Hanoar Haoved Vehalomed. Realizó sus estudios de pregrado en la Universidad Hebrea en literatura hebrea y los cursos adjuntos de historia e historia del pueblo de Israel. Graduada con buenas calificaciones, continuó el doctorado en literatura hebrea e historia hebrea en la Edad Media, bajo la dirección del Prof. Yosef Dan. Para obtener el doctorado, continuó sus estudios en la Universidad de California en Los Ángeles, a donde siguió a su pareja. Su tesis doctoral versó sobre "Ética y estética en las historias de Sefer Hassidim", bajo la dirección de los profesores Amos Funkenstein, Arnold Band y Yosef Dan. En California comenzó también a estudiar folklore bajo la dirección del Prof. Robert Giorgis, entonces uno de los fundadores de la escuela contextual de investigación del folklore. La tesis doctoral fue publicada como libro por Mohr Publishing en Alemania.
A su regreso a Israel, ingresó en el departamento de Literatura Hebrea donde dirigió la división de folklore. Fundó y fue coeditora de la revista Jerusalén Studies in Jewish Folklore junto con los profesores Galit Hazan-Rokm, Hagar Salmon y Shalom Zabar. De la literatura medieval pasó al estudio de la literatura popular y el folklore bajo la dirección del Prof. Dov Noy. A partir de entonces, se centró en el estudio de la cultura oral de los judíos de la España ladinohablante.
En 1990 se trasladó al Departamento de Literatura Hebrea de la Universidad Ben-Gurion, donde trabajó, con el rango de catedrática, hasta su jubilación en octubre de 2014. Fundó el Departamento de Folklore y lo dirigió durante más de una década. Elegida dos veces como jefa del departamento de literatura. En 1997 se le confió la nueva cátedra para el estudio del judaísmo español en la Universidad Ben-Gurion, que lleva el nombre de Estelle Frankfurter, en la que trabajó hasta su muerte. Fundó y administró el Centro Moshe David Gaon para la Cultura Ladina (2004-2015). Fundó y fue coeditora de una revista para el estudio del judaísmo español llamada Il Frizanti (a partir de 2007) con el Prof. Jacob Ben-Tulila y el Dr. Eliezer Papo. 
Propulsó la creación de la licenciatura en estudios de folklore y estableció el programa de estudios de literatura judía, así como la división de estudios de literatura hebrea en el campus de Eilat, la división de estudios de folklore en el Ahva College y el programa OPEP (universidad activa en la comunidad) . Inmediatamente después de su jubilación, se la invitó a establecer un departamento interdisciplinario en humanidades y ciencias sociales en el Ahava College. Fue profesora visitante en la Universidad Yale en Estados Unidos, y en la Universidad Complutense de Madrid así como en la Universidad de Granada. Organizó muchas conferencias, tanto en Israel como en el resto del mundo, así como las sesiones en ladino en el Congreso Mundial de Estudios Judíos, que se celebró cada cuatro años durante 12 años, y una conferencia internacional en Dubrovnik cada dos años.

## Becas de investigación y títulos honoríficos
Alexander ganó dos premios de excelencia por sus actividades en la universidad.
Su libro Un acto y medio amado ganó el Premio Samuel Toledano a la mejor investigación del año 2000.
Dos proyectos de investigación ganaron becas de investigación de la Fundación Nacional de Ciencias de Israel por un importe de $200,000.
En 2009 ganó una beca Erasmus Mundi de investigación en la Universidad de Madrid.
En 2012, Alexander recibió la Orden del Mérito Civil por parte del rey Juan Carlos de España, en reconocimiento a sus logros en el estudio de la cultura judía española.

## Actividad académica y pública
Alexander dio conferencias durante años de forma voluntaria en varios lugares de Israel e incluso fundó un círculo comunitario de hablantes de ladino en Be'er Sheva que se reunía regularmente. Se desempeñó como miembro de la junta del Centro Educativo Sefardí en Jerusalén y de la Asociación de Amistad Israel-España, como miembro del comité cultural de la Junta Sefardí y la Junta Oriental en Jerusalén, y como directora de la Asociación Educativa Yaholom. que promueve el estudio de la herencia judía para los nuevos inmigrantes .
Entre los años 2008 y 2012 fue miembro del Consejo de Educación Superior, y participó hasta su muerte como miembro de varios comités en representación del Consejo de Ministros (Alon, MFA y nombramiento de profesores en colegios). Entre otras cosas, en 1992 (500 aniversario de la expulsión de los judíos de España) fue principal asesora científica para la cultura española en el Ministerio de Educación, como miembro del comité ejecutivo de la Asociación Mundial de Estudios Judíos y de la Sociedad de España, como miembro del consejo del Instituto Ben Zvi, de la Autoridad Nacional para la Cultura Ladina, y de la Federación Española
Tras su jubilación en 2015, Alexander fue nombrada presidenta de la Autoridad Nacional para la Cultura Ladina.

### Investigación
Después de la publicación del libro sobre las historias de Sefer Hasidim, todos los demás libros se centraron en la cultura de los judíos de habla ladina de España.
Estos estudios abordan la cuestión de cómo funciona la cultura oral como herramienta de expresión y configuración de la identidad étnica de los judíos de España. Esto es con el propósito de afirmar la singularidad cultural de este grupo. Los estudios ofrecen hermosos modelos teóricos para examinar la identidad cultural de cada grupo étnico como parte de un concepto pluralista de multiculturalismo.
Los análisis combinan herramientas de investigación tomadas de los campos de la literatura, el folklore, la lingüística y el pensamiento judío. Combinan métodos de análisis de textos impresos, manuscritos y el trabajo de campo de Alexander.
Estos estudios contribuyen a la comprensión de la singular cultura del pueblo español como parte de toda la cultura judía en general y como parte de la cultura israelí contemporánea. Por un lado, los estudios vienen a iluminar un tema hasta ahora descuidado, la cultura oral española, y por otro, apuntan a la legitimidad social para la existencia de culturas grupales.
Los libros y artículos que escribió se publicaron en siete idiomas: hebreo, inglés, francés, ruso, serbio, español y ladino.
El pecador piadoso: ética y estética en la narrativa jasídica medieval, JCB Mohr (Paul Siebeck), Tubinga, 1991.
Discute la cuestión de la relación entre la historia en Sefer Hasidim y el contexto teológico ideológico del movimiento Ashkenazi Hasidic en Alemania a fines del siglo XII y principios del XIII. El libro también examina la cuestión de la relación entre estas historias y la tradición narrativa judía según un modelo triple: la historia tradicional que no tiene muchos cambios en comparación con la tradición; La historia que pasó por un proceso de adaptación a la ideología y percepciones del jasidismo Ashkenazi; Y la historia única que ofrece nuevas historias creadas entre el movimiento Hasidic Ashkenazi para expresar sus conceptos únicos.
Una historia a medias: el cuento popular de los judíos de España se publicó en 2000 -con la ayuda de Matilda Cohen-Serrano.
En este libro Alexander traza mapas, clasifica y analiza la historia popular judeo-española desde un punto de vista etno-folklórico. A través de un análisis textual y contextual de las historias, presenta la función del cuento popular como un medio para expresar la identidad única del grupo narrador y la intrincada red de relaciones mutuas a través de las cuales esta identidad se vincula con identidades adyacentes y al mismo tiempo el tiempo se diferencia de ellos, y se discuten las estrategias literarias y performativas y los patrones estéticos en los que esta función viene reflejada en el relato y su estado de actuación. Este estudio ganó el Premio Samuel Toledano al mejor estudio del año en el campo de los judíos españoles. El libro incluso se publicó en una traducción al inglés y en 2008 se publicó en los Estados Unidos en la serie Petai para el folklore y la antropología judíos bajo el título The Heart is a Mirror - The Sephardic Folktale.
Palabras satisfactorias del pan: para el estudio del refranero hispano-judío, se publica en 2004.
Este libro es el resultado de una investigación pionera en refranero dentro del folklore judeoespañol. Porque a pesar de la publicación de refranes impresos desde el siglo XIX, la investigación en este campo ha sido sumamente escasa. Se basa en el examen y análisis de unos cincuenta mil refranes en ladino, desde refranes personales que la misma Alexandre recibió de boca de su madre, hasta refranes que expresan valores grupales, como la actitud hacia el mundo, el hogar, la suerte o el judaísmo. orígenes, y terminando con proverbios extraídos del círculo más amplio de la cultura judía y preservando-dando forma a la memoria colectiva . A través del análisis de los proverbios, el estudio busca rastrear la misma pregunta que preocupó a Alexander en su primer libro: ¿cómo funciona el folklore, esta vez el género del proverbio, como una herramienta para expresar y moldear la identidad del grupo étnico de los judíos de España. Esta cuestión se examinó en tres círculos: la creación del individuo y el marco familiar; límites de grupo e identidad étnica; memoria nacional y cultura judía.
Una palabra en su época dorada: el proverbio hispano-judío en el norte de Marruecos fue escrito conjuntamente con el Prof. Yaakov Ben Tulaila y fue publicado en 2008.
El libro es el resultado de una investigación que Alexander y Ben Tolila, natural de Tetuán, hablante e investigador de haquetía, realizaron conjuntamente. Sus frutos son el resultado de una conexión entre la investigación folklórica literaria y lingüística. Esta es una colección científica de más de mil proverbios en haquetía, que fueron recopilados y documentados de fuentes escritas y orales: patrones y manuscritos de coleccionistas de proverbios, además del trabajo de campo de los propios autores. Todos los proverbios han sido traducidos al hebreo, junto con palabras explicativas de los informantes, información contextual y paralelos de cinco culturas que se relacionan y son tangenciales a la cultura de la haquetía: la cultura hispánica, la cultura hebrea (las fuentes canónicas); la cultura ladina oriental (Tesalónica), la cultura árabe-judía y la cultura árabe-musulmana. Los capítulos de investigación están dedicados a cuatro ángulos interpretativos: lingüístico, temático, contextual y comparativo, y cada uno de ellos examina los proverbios en relación con una de las culturas relevantes.
Hay otro libro de esta serie de investigación. Su tema es la ortografía judeoespañola y se centra principalmente en los 'prikanti' (hechizos de curación) -género que, según la percepción de los autores, es un género literario-poético inteligible, sonoro y a veces rimado, que acompaña a los rituales de curación y en exorcismo particular y la eliminación del mal de ojo. El libro se basa en una investigación conjunta con el Dr. Eliezer Papo y fue escrito conjuntamente por ambos.
Otro género que Alexander exploró durante su trabajo es el teatro popular. En este campo, publicó junto con la etnomusicóloga Shoshana Veyach-Shahak el libro For a time like this, a musical play for Purim in Thessaloniki. Esta es una edición del musical en ladino Ester's Songs, que se representó en Tesalónica en vísperas de la ocupación nazi. Junto al análisis musicológico de Weich-Shak, Alexander realizó un análisis textual de la obra y mostró cómo esta adaptación abreviada de Esther (de Racine) se ajusta a las circunstancias de la época y el lugar, en vísperas de la ocupación nazi de Tesalónica.
El principal proyecto de investigación de Alexander que abarcó, de hecho, todos sus años de trabajo. Su esencia - caracterización y análisis del conjunto de géneros populares de los judíos de España para enfatizar la cultura única de los judíos de habla ladina. Y así, junto a los libros, otros muchos ámbitos como la adivinanza hispanojudía, la relación entre un poema y un refranero, los cuentos oníricos, las leyendas de alabanza, los cuentos de mujeres, el hechizo mágico, el chiste, la anécdota y la historia personal fueron el tema principal en docenas de sus artículos. Estos artículos a veces se basaron en trabajo de campo, a veces en fuentes escritas y, a veces, en ambos a la vez.

## Obras
- El tesoro del padre, cien y una historias de boca de los judíos de España. Universidad Hebrea, Jerusalén 2019. Introducción científica y notas a cada historia. 340 p.
- The Seven Nuts of Wonder, Folktales for Children fron the Jewish of Spain. Yedioth Ahronoth, Hamed Books, Tel Aviv 1992, 95 p. Elegido como uno de los diez mejores libros infantiles de este año
- El libro práctico, televisión educativa, guía del profesor, aplicación educativa, Tel Aviv, 1993.
- Para tal tiempo, una obra musical para Purim en Thessaloniki, Tag, Tel Aviv, 5933, 5944.
- Terat Terat, Cuentos populares de manos de judíos etíopes, Yedioth Ahronoth, Tel Aviv 1996.
- Amados y medio amados, la historia popular de los judíos de España, Magnes Hebrew University Press, Jerusalén y Ben-Gurion University of the Negev Press, Jerusalén y Be'er-Sheva, 2007. Ganador del Premio Toledano.
- Palabras satisfactorias del pan, para el estudio del proverbio sefardí-judío, publicación del Instituto Ben Zvi, Jerusalén y publicación de la Universidad Ben-Gurion del Negev, Be'er Sheva, 5644
- Érase una vez... Maimónides, cuentos tradicionales hebreos, una antología. Labyrinthos, California 2004.
- Una palabra a tiempo es oro, el proverbio hispano-judío en el norte de Marruecos, Instituto Ben-Zvi, Jerusalén, 5668.
- El corazón es un espejo: el cuento popular sefardí, Wayne State University Press, Detroit 2008.
- Te aprikanto i te diskanto [Te encanto y te desencanto] Conjuros Mágicos del Mundo Sefardí, (con Eliezer Papo)
- Erase una ves...Maimonides Cuentos tradicionales hebreos, Ediciones El Almendro, Cordoba, Madrid 1988, 1992, 1996, (con Elena Romero)
- El pecador piadoso: ética y estética en la narrativa jasídica medieval, JCB Mohr (Paul Siebeck), Tubinga, 1991, 180 págs.

### Un libro de homenaje
- Damta Latmar - Estudios en honor a Tamar Alexander, Eyal Frizanti Estudios en la cultura de los judíos de España, 8-9 de aquí, una revista para el estudio de la literatura y cultura judía e israelí 19, 9 (3 volúmenes). Editores Eliezer Papo, Haim Weiss, Yuval Harari, Yaakov Ben Tulaila; Universidad Ben-Gurion del Negev Genius Center, 2015.

1. ↑  The Pious Sinner - Ethics and Aesthetics in the Medieval Hasidic
Narrative, J.C.B. Mohr (Paul Siebeck), Tubingen, 1991, 180 pp.